# Rielly Milne
Rielly Milne (Woodinville, 31 de maio de 1996) é um remador estadunidense.

## Carreira
Nos Jogos Olímpicos de Verão de 2024, em Paris, conquistou a medalha de bronze na competição do oito com masculino ao lado de Henry Hollingsworth, Nicholas Rusher, Christian Tabash, Clark Dean, Christopher Carlson, Peter Chatain, Evan Olson e Pieter Quinton, com um tempo de 5:25.28.